# Guadalupe de Morelos
Guadalupe de Morelos är en ort i Mexiko.   Den ligger i kommunen San Jorge Nuchita och delstaten Oaxaca, i den sydöstra delen av landet, 220 km sydost om huvudstaden Mexico City. Guadalupe de Morelos ligger 1 181 meter över havet och antalet invånare är 529.
Terrängen runt Guadalupe de Morelos är huvudsakligen kuperad. Guadalupe de Morelos ligger nere i en dal. Runt Guadalupe de Morelos är det ganska glesbefolkat, med 22 invånare per kvadratkilometer. Närmaste större samhälle är Santiago Tamazola, 11,7 km väster om Guadalupe de Morelos. I omgivningarna runt Guadalupe de Morelos växer huvudsakligen savannskog.